# Mikhaïl Tseitlin
Mikhaïl Semiónovitx Tseitlin (rus: Михаил Семёнович Цейтлин; alemany: Michael Zeitlein; nascut el 16 de juny de 1947 a Babruysk) és un escriptor i jugador d'escacs belarús, actualment resident a Alemanya, que va jugar sota bandera soviètica i que té el títol de Gran Mestre des de 1987.
A la llista d'Elo de la FIDE de desembre de 2014, hi tenia un Elo de 2383 punts, cosa que en feia el jugador número 214 (en actiu) d'Alemanya. El seu màxim Elo dels darrers vint anys va ser de 2455 punts, a la llista de juny de 1998 (posició 842 al rànquing mundial).

## Resultats destacats en competició
Tseitlin obtingué el títol de Mestre Internacional el 1977 i el de GM el 1987.
Ha estat dos cops campió de Moscou el 1976 (conjuntament amb Serguei Makaritxev) i el 1977. Els seus millors resultats en torneigs internacionals foren a Pernik (1977 i 1981) - 1r i 1r-4t llocs; Nałęczów (1979) - 1r-3r; Łódź (1980) - 2n-4t; Hradec-Kralove (1982/83) - 3r-6è; Praga (1983 i 1985) - 1r.

## Llibres
- Tseitlin, Mikhail. Winning with the Schliemann.  Maxwell Macmillan Chess, 1991. ISBN 1-85744-017-X.
- Tseitlin, Mikhail; Glaskov, Igor. The Budapest for the Tournament Player.  Batsford, 1992. ISBN 978-0805024319.